# Корнилова, Александра Ивановна
Александра Ивановна Корнилова (по мужу Мороз) (3 апреля 1853 года, Санкт-Петербург, Российская империя — не ранее 1941 года, Москва, СССР) — русская революционерка, народница, член организации «чайковцев».

## Биография
Родилась в многодетной семье совладельца фабрики фарфора братьев Корниловых Ивана Савиновича Корнилова (1811—1878) и Татьяны Васильевны (в девичестве Самсоновой, ум. 15 мая 1853). После смерти супруги у вдовца Ивана Савиновича осталось семеро детей: сын — Александр (ум. 1868), дочери — Мария, Анна, Вера, Надежда, Любовь и Александра. Братом Ивана Савиновича был русский живописец Яков Савинович Корнилов.
С 1864 года училась в Мариинской женской гимназии. В 1869 году с золотой медалью окончила курс гимназии. С осени 1869 года — слушательница Аларчинских женских курсов в Санкт-Петербурге. На курсах сблизилась с С. Л. Перовской, С. А. Лешерн фон Герцфельд, А. П. Корбой и другими.
Весной 1871 года вошла в действующий с 1869 года кружок М. А. Натансона — Н. В. Чайковского. С 1871 года этот кружок стал называться кружком «чайковцев». После ареста Н. В. Чайковского была допрошена в полиции, назвавшись А. Я. Ободовской. С осени 1871 года приняла деятельное участие в организации распространения кружком «чайковцев» книг.
В феврале 1872 года уехала на учёбу в Австро-Венгрию. Училась в Венском университете акушерству. Познакомилась с представителями австрийской социал-демократии.
С осени 1872 года после возвращения в Россию поступила на Калинкинские акушерские курсы. Вела противоправительственную пропаганду среди рабочих на Выборгской стороне в Санкт-Петербурге вместе с Кравчинским, Кропоткиным, Клеменцом. Зимой 1873 года вела пропаганду среди рабочих на Лиговке.
Арестована в ночь с 4 на 5 января 1874 года вместе с Перовской. Находилась в заключении в III Отделении, затем в Коломенской полицейской части. 3 мая 1875 года переведена в Петропавловскую крепость. 30 января 1876 года переведена в Дом предварительного заключения. В марте 1876 года выпущена под денежный залог в 5000 руб., внесённый отцом. Приняла деятельное участие вместе с сестрой Любовью Корниловой в организации помощи заключённым через «Красный Крест». Летом участвовала в организации побега П. А. Кропоткина из арестантского отделения Николаевского военного госпиталя в Санкт-Петербурге. Предана 5 мая 1877 года суду Особого Присутствия Правительствующего Сената по обвинению в организации противозаконного сообщества и участии в нём (Процесс ста девяноста трёх). За отказ отвечать на вопросы суда удалена 25 октября 1877 года из зала заседаний.
Приговором 23 января 1878 года признана виновной и присуждена к ссылке в одну из отдаленных губерний, причём суд ходатайствовал о вменении в наказание предварительного заключения. 11 мая 1878 года по Высочайшему повелению выслана в Пермскую губернию под надзор полиции без лишения прав и преимуществ. В мае 1878 года переведена в Литовский замок и отправлена 2 августа по этапу в Пермь.
С 18 августа 1878 года определена на жительство в Верхотурье, где прожила 1 год; затем переехала в Красноуфимск и с 1880 года жила в Кунгуре. В 1882 году вместе с сестрой Любовью Ивановной Корниловой переехала в Ишим (Тобольская губерния); в 1883 году — в Томск. В Томске вышла замуж за находящегося в ссылке народника Максимилиана Семёновича Мороза.
Весной 1885 года привлечена к дознанию в связи с делом Г. А. Лопатина. Определена под домашний арест. В сентябре 1886 года по окончании срока ссылки получила разрешение выехать из Томска и поселилась в Казани. 18 марта 1887 года по Высочайшему повелению дело о ней разрешено в административном порядке с вменением в наказание предварительного содержания под стражей и с подчинением на два года гласному полицейскому надзору в Томске. Подала прошение о разрешении отбыть срок поднадзорного житья в Казани, но местным губернатором выслана в Свияжск на два года. После этого переехала в Казань.
Осенью 1894 года поселилась в Москве. Вошла в состав московского отделения Шлиссельбургского комитета, принимала участие в нелегальном «Красном Кресте» для политических заключённых. В 1905 году поехала в Архангельскую губернию, где в с. Нёнокса отбывала срок В. Н. Фигнер, чтобы поддержать её в трудных условиях ссылки. В конце 1906 года вместе с В. Н. Фигнер выехала за границу, откуда вернулась в 1907 году. Жила в Москве. В 1916 — начале 1917 года лечилась в Германии. С весны 1917 года по 1921 год проживала на южном берегу Крыма. С 1921 года жила у сына в г. Боровичи Новгородской губернии. Занималась домашним хозяйством. После открытия музея Общества бывших политкаторжан и ссыльнопоселенцев в 1926 году — сотрудник музея.
Член Общества бывших политкаторжан и ссыльнопоселенцев.

## Брат и сёстры
- Александр — родился в Санкт-Петербурге, окончил Петришуле, учился на естественном факультете Санкт-Петербургского университета, увлекался нигилистическими и материалистическими идеями, умер от брюшного тифа в 1868 году.
- Мария — родилась в 1843 году в Санкт-Петербурге, окончила Санкт-Петербургский Елизаветинский институт в 1861 году[2].
- Анна — родилась в середине 1840-х гг. в Санкт-Петербурге, направлена на учёбу в Санкт-Петербургский Елизаветинский институт в 1855 г.[3]
- Вера, в замужестве Грибоедова (1848—1873) — член организации «чайковцев».
- Надежда (около 1850, Санкт-Петербург — 1875) — окончила Санкт-Петербургский Елизаветинский институт в 1868 г. (награждена книгой)[2], затем училась на педагогических курсах. В 1874 году вышла замуж за костромского дворянина, юриста Николая Фёдоровича Жохова (1844—после 1916)[4].
- Любовь, в замужестве Сердюкова (1852—1892) — член организации «чайковцев».

## Воспоминания и материалы
- Корнилова-Мороз А. Перовская и кружок чайковцев. М.: Изд-во Всесоюзного общества политкаторжан и ссыльнопоселенцев, 1929. 62 с.
- Корнилова-Мороз А. Софья Львовна Перовская: член Исполнительного комитета партии «Народная Воля». М.: Изд-во политкаторжан, 1930. 45 с.
- Корнилова-Мороз А. Перовская и основание кружка чайковцев // Каторга и ссылка. 1926. № 1(22). С. 7-30.
- Письма участников процесса 193-х // Красный архив. 1924. № 5. С. 136—137. (Опубликовано письмо А. И. Корниловой к В. Н. Фигнер).

## Примечание
1. ↑  Жукова Е. На полках старинного шкафа // Знамя. 1987. № 11. С. 194. В дневнике Н. П. Куприяновой упомянуто о её встрече с А. И. Корниловой-Мороз 26 октября 1941 г.
2. 1 2  Персональная история. База данных. Дата обращения: 3 июня 2013. Архивировано из оригинала 30 мая 2011 года.
3. ↑  В списках выпускниц отсутствует.
4. ↑  Братья Корниловы (Фарфоровый завод) « Корни и крылья. Архивировано 5 июня 2013 года.